# Hyperolius acuticephalus
Espèce
Statut de conservation UICN

 DD  : Données insuffisantes
Hyperolius acuticephalus est une espèce d'amphibiens de la famille des Hyperoliidae.

## Répartition
Cette espèce est endémique de la République centrafricaine. Le lieu décrit par Ernst Ahl "Ngoto, Lobajegebiet" n'est pas connu exactement mais il existe une ville appelée Ngotto dans la préfecture de Lobaye,.

## Publication originale
- Ahl, 1931 : Amphibia, Anura III, Polypedatidae. Das Tierreich, vol. 55, p. 477.